# Axson (Géorgie)
 (mars 2025).
Axson est une census-designated place située dans le comté d'Atkinson, dans l’État de Géorgie, aux États-Unis. Lors du recensement de 2020, elle comptait 360 habitants.